# Gröna Lund
Gröna Lund - conhecido popularmente como Grönan (lit. O Verde) - é um parque de diversões situado na ilha de Djurgården em Estocolmo, capital da Suécia.
Foi inaugurado em 1883 e é o parque de diversões mais antigo do país. Estende-se por uma área relativamente pequena, e tem as montanhas russas mais tradicionais. No verão, são realizados concertos e espetáculos musicais com artistas de todo o Mundo.
Além das montanhas russas, há uma grande variedade de entretenimentos para todas as idades.

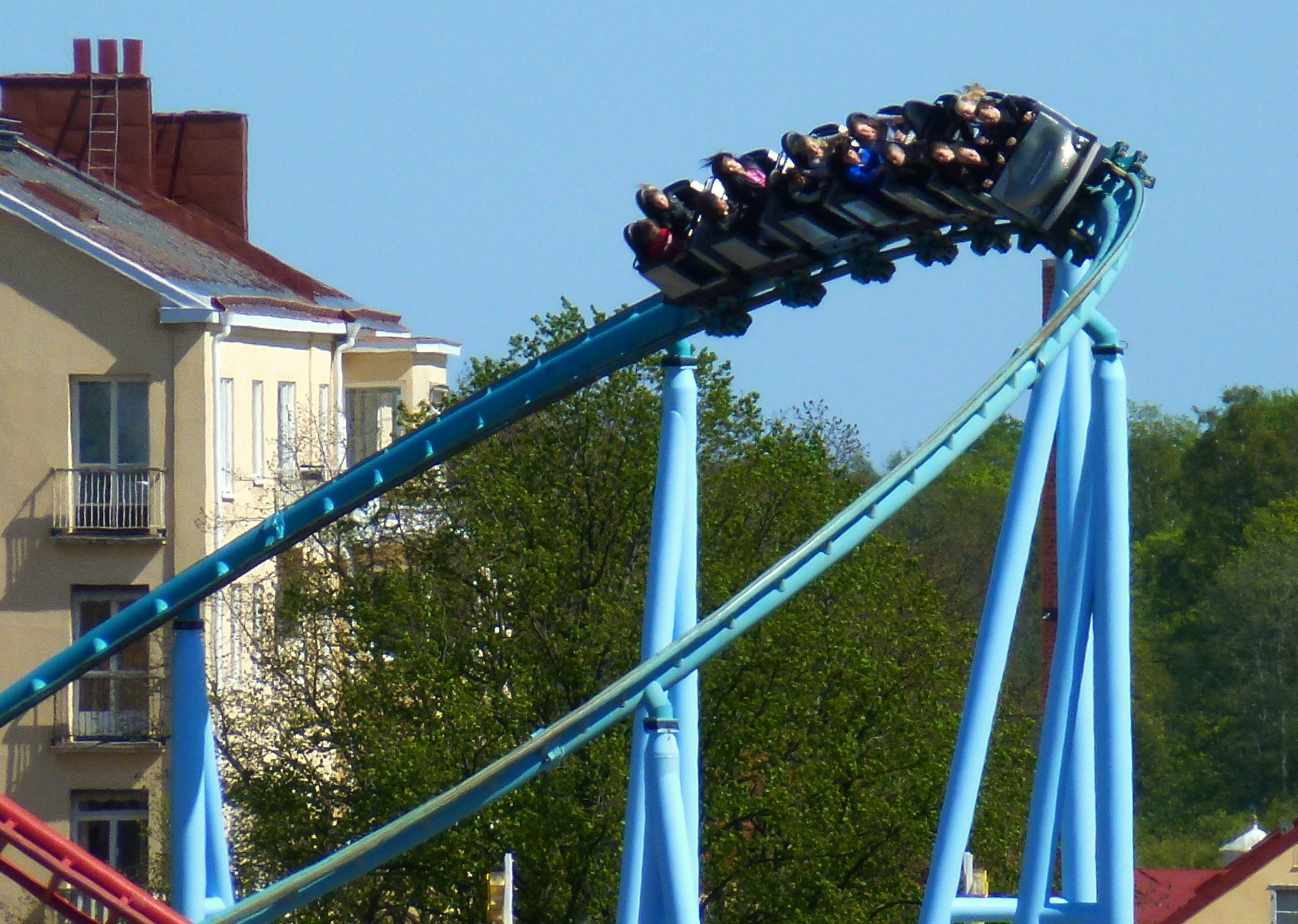
A montanha russa Jetline
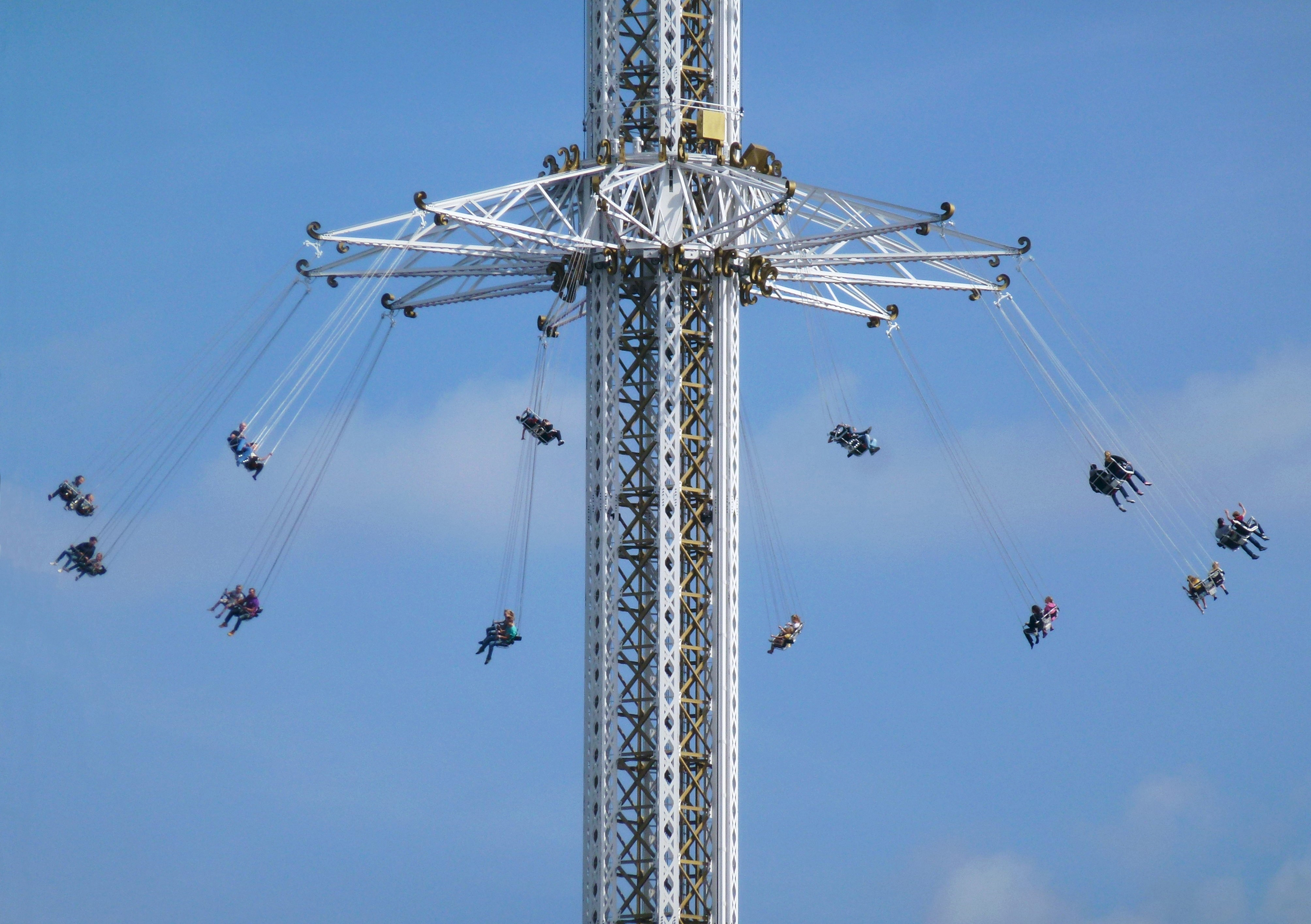
O Eclipse